# Claude Pierre Pajol

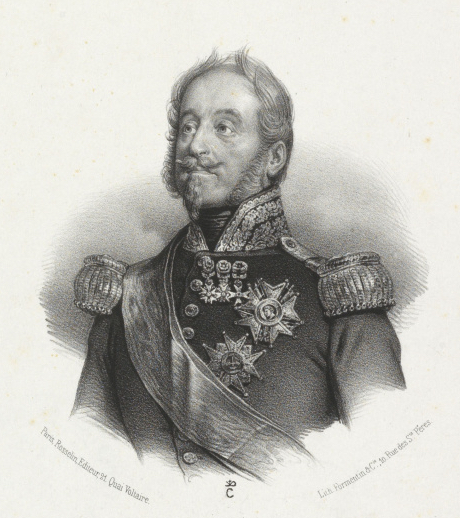
Claude Pierre Pajol

Claude Pierre Pajol (Besançon, 3 februari 1772 – 20 maart 1844) was een Frans brigade-generaal ten tijde van Napoleon.

## Leven
Pajol nam op jonge leeftijd dienst in het nationale regiment van Besançon. Hij behaalde snel de officiersgraad en werd kolonel benoemd van het zesde regiment Huzaren. Op 1 maart 1807 werd Pajol benoemd tot brigade-generaal. Zijn brigade streed in de voorhoede bij de inval in Rusland en nam de stad Minsk in. Pajol werd zwaar gewond te Leipzig. Toch vervoegde hij opnieuw het leger van Napoleon bij diens terugkeer uit ballingschap. Bij de inval in België veroverde Pajol Namen. Hij vocht ook mee in de Slag bij Ligny. Na de capitulatie verliet hij het Franse leger.